# SN 2002dv
SN 2002dv – supernowa typu II odkryta 1 lipca 2002 roku w galaktyce UGC 11486. W momencie odkrycia miała maksymalną jasność 18,80m.